# Moldavska sovjetska enciklopedija
Moldavska sovjetska enciklopedija (moldavski: Енчиклопедия Советикэ Молдовеняскэ, rumunjski: Enciclopedia sovietică moldovenească, ruski: Молдавская советская энциклопедия) prva je opča enciklopedija na moldavskome. Izdavala ju je „Glavna redakcija Moldavske sovjetske enciklopedije“ u Kišinjevu od 1970. do 1981. u 8 svezaka. 8. svezak posvećen je Moldavskoj SSR te je tiskan na moldavskome i ruskome. Svesci su tiskani u 25.000 primjeraka.
Odluka Centralnog komiteta Komunističke partije Sovjetskog Saveza i Sovjeta ministara Moldavske Sovjetske Socijalističke Republike o pitanju Moldavske sovjetske enciklopedije usvojena je 14. veljače 1967. godine. Glavni urednik 1. – 3. sveska bio je Iachim Grosul, predsjednik Akademije znanosti Moldavskog SSR-a, a 4. – 8. sveska Iosif Vartician, akademik Akademije znanosti Moldavskog SSR-a.
Moldavska sovjetska enciklopedija sveukupno sadrži oko 40.000 članaka, 4400 ilustracija, 244 ilustracija na dodatnim listovima, 44 karata u boji i 244 crno-bijelih karata. 30% sveukupnih članaka se odnosi na Moldaviju te njenu prirodu, povijest, kulturu i gospodarstvo. Moldavska sovjetska enciklopedija sveukupno sadrži oko 6.000 životopisa, od kojih su oko 2200 Moldavci.
Na temelju Moldavske sovjetske enciklopedije tiskana je 1982. kratka enciklopedija Sovjetska Moldavija (ruski: Советская Молдавия) na ruskome.

## Struktura
| Broj sveska | Godina objavljivanja | Ime sveska       |
| ----------- | -------------------- | ---------------- |
| 1           | 1970.                | А-Ватрэ          |
| 2           | 1971.                | Ватутин-Заре     |
| 3           | 1972.                | Зарзэр-Кяг       |
| 4           | 1974.                | Л-Нянюл          |
| 5           | 1975.                | О-Рома           |
| 6           | 1976.                | Роман-Уман       |
| 7           | 1977.                | Уманизм-Яя       |
| 8           | 1981.                | РСС Молдовеняскэ |